# Rony Martias
Rony Martias, né le 4 août 1980 à Basse-Terre en Guadeloupe, est un coureur cycliste français, professionnel de 2003 à 2013, premier cycliste professionnel antillais de l’histoire.

## Biographie
Rony Martias est le cousin de l'athlète Christine Arron. 
Il commence sa carrière en aout 2003 dans l'équipe Brioches la Boulangère qui devient en 2005 Bouygues Telecom. 
En 2006 il gagne une étape du Tour de Picardie. 
Au cours de l'année 2008 il remporte deux étapes de la Tropicale Amissa Bongo ainsi que le Tour ivoirien de la Paix.
Il est de 2010 à 2013, membre de l'équipe de Stéphane Heulot, Saur-Sojasun. 
Pour l'année 2014, il revient chez les amateurs à la suite de l'arrêt de son équipe et signe à l'UC Cholet 49 avant de se rétracter et de devenir assistant au sein de l'équipe Europcar.

## Palmarès
- 2001
  - 3e du championnat des Pays de la Loire
- 2002
  - 2e de Paris-Mantes-en-Yvelines
- 2003
  - Champion des Pays de la Loire
  - Grand Prix de Plouay amateurs
  - Prologue du Tour de Guadeloupe
- 2006
  - 1re étape du Tour de Picardie
- 2008
  - 1re et 4e étapes de la Tropicale Amissa Bongo
  - Tour ivoirien de la Paix
- 2015
  - Vice-champion de France des élus sur route

## Résultats sur les grands tours

### Tour d'Espagne
2 participations
- 2006 : abandon (10e étape)
- 2007 : abandon (12e étape)

### Tour d'Italie
1 participation
- 2005 : 141e